# Utricularia pusilla
Utricularia pusilla är en tätörtsväxtart som beskrevs av Vahl. Utricularia pusilla ingår i släktet bläddror, och familjen tätörtsväxter. Inga underarter finns listade i Catalogue of Life.